# Die Sieben vom Großen Bären
Die Sieben vom Großen Bären (Originaltitel: I sette dell’Orsa Maggiore) ist ein italienischer Kriegsfilm von 1953 über den Einsatz von Torpedoreitern im Zweiten Weltkrieg. Militärischer Berater war Fregattenkapitän Luigi Durand de la Penne, dessen Einsätze während des Krieges, darunter die Versenkung des Schlachtschiffs Valiant, der Film verfremdet erzählt. Die deutsche Erstaufführung fand am 13. November 1953 statt, weitere Aufführungstitel waren Hell Raiders of the Deep (USA), Human Torpedos (Großbritannien), Panique à Gibraltar (Frankreich), Alarma en la flota (Spanien), Os 7 do Inferno (Brasilien).

## Handlung

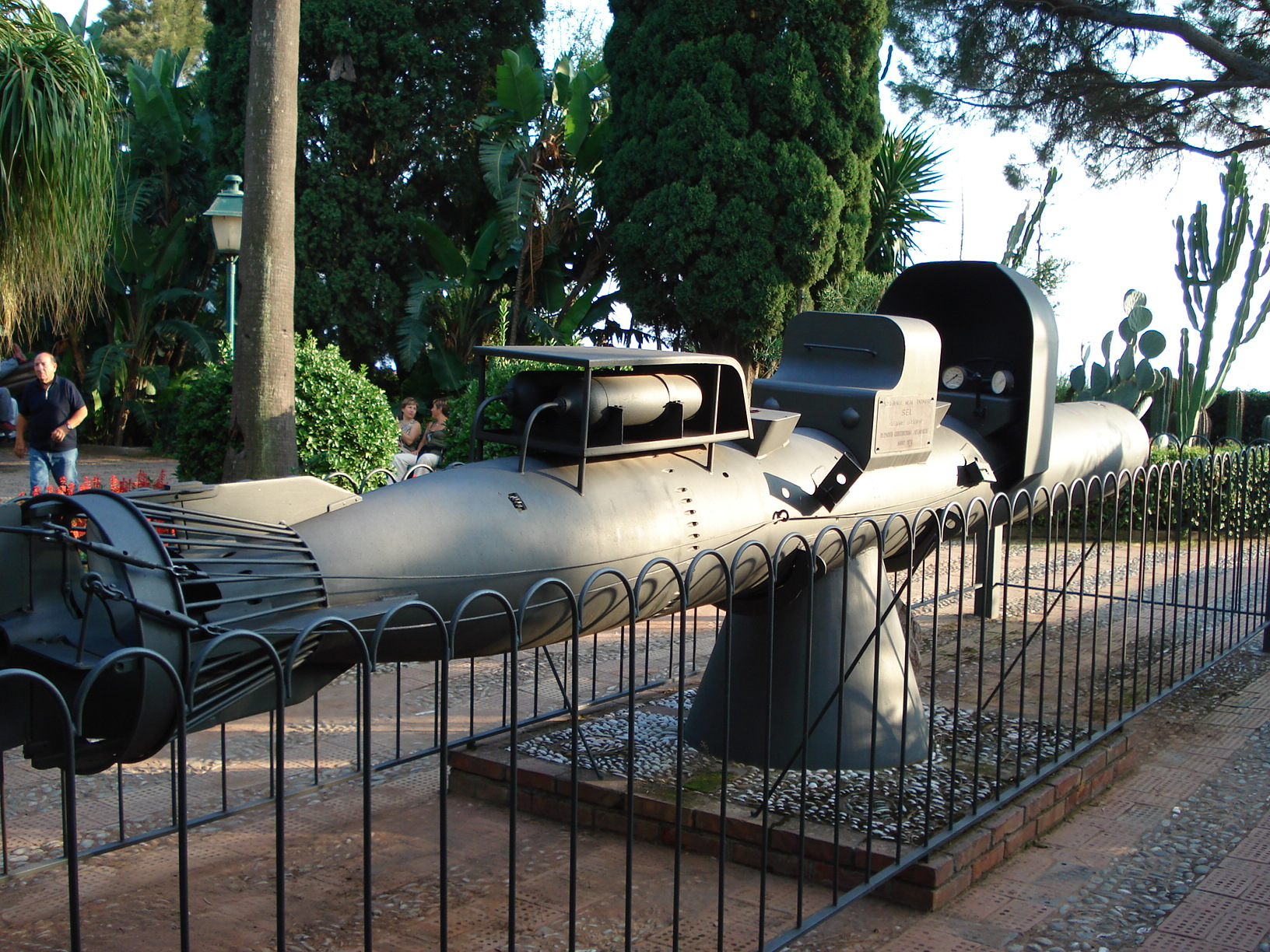
Einmann-Torpedo in Taormina

Zweiter Weltkrieg, Mittelmeerraum. Die italienische Kriegsmarine hat eine Spezialeinheit, die Decima Flottiglia MAS, aufgestellt, die intern nach dem Sternbild „Großer Bär“ genannt wird. Dabei handelt es sich um sogenannte Torpedoreiter; Taucher, die mit Kleinst-U-Booten Unterwassersabotageaktionen durchführen.
Der erste Einsatz der Einheit findet in Gibraltar statt. Im neutralen spanischen Algeciras errichten sie mit Hilfe der Agentin Marion, die als Sängerin in einem Nachtclub arbeitet, einen geheimen Stützpunkt in einem italienischen Handelsschiff. Von hier aus operieren die Torpedoreiter gegen Gibraltar. Obwohl die Briten versuchen, durch ständige Bombardierungen der Hafengewässer ein Eindringen der Taucher zu verhindern, gelingt es ihnen, alliierte Handelsschiffe zu sprengen.
Ein zweiter Einsatz findet in Alexandria statt, wo es ihnen gelingt, ein britisches Schlachtschiff zu sprengen. Nach dem Waffenstillstand vom 8. September 1943 kämpft die Einheit auf Seiten der Alliierten. Als drei Mitgliedern dafür die Goldmedaille verliehen werden soll, heftet ein britischer Admiral, dessen Schlachtschiff in Alexandria versenkt wurde, ihnen persönlich die Orden an die Brust.

## Kritik
… Submariner Wunderwaffen-Gedenkfilm des westalliierten Italien für seine Froschmänner und Zwei-Mann-Torpedos der Achsenzeit. Die Schwimmflossenhelden lassen Mussolinis bauchtanzender Spionin (Eleonora Rossi) nur wenige Meter Filmband übrig. Nach dem Tod des Mädchens sind die Froschmänner gleich wieder hart wie Kruppstahl, zäh wie Leder und sonst ganz wie Kaulquappen. Am Ende bittet der siegreiche Feind trotzdem "um die Ehre", den fabelhaften Gegner dekorieren zu dürfen. So furchtbar hausen nur Minderwertigkeitskomplexe... Die italienische Kritik von La Repubblica fand demgegenüber „Kraft, Spannung und effiziente halbdokumentarische Unterwasseraufnahmen“ vor.